# 長谷部安春
長谷部 安春（はせべ やすはる、1932年（昭和7年）4月4日 - 2009年（平成21年）6月14日）は、日本の映画監督、演出家。東京府東京市出身。東京都立新宿高等学校、早稲田大学第一文学部仏文科卒業。次女は女優の長谷部香苗、長男は作家・脚本家のハセベバクシンオー。孫には俳優の三村和敬がいる。

## 略歴
東京市牛込区赤城下町（現・新宿区）出身。早稲田大学卒業後、脚本家の松浦健郎に師事し、雑誌編集者を経て1958年（昭和33年）に日活入社。鈴木清順らの助監督を務めた後、1966年（昭和41年）『俺にさわると危ないぜ』で監督デビュー。代表作である『野良猫ロック』シリーズ、『流血の抗争』などのハードボイルド・アクション作品を多数手掛け、藤田敏八、澤田幸弘、小澤啓一らとともに「日活ニューアクション」路線を支えた。その後日活専属フリーを経てフリーとなる。日活がロマンポルノ転換した時点で専属契約を交わした面々のうち、長谷部は西村昭五郎らとともに最も多くの監督作品を経験していたグループに属するが、ただちに新路線のエースとなった西村とは異なり、かなり間隔をあけて数本のロマンポルノを撮るにとどまった。
以降、現代劇・時代劇とジャンルを問わず活動するが、特に『暴行切り裂きジャック』『犯す!』といったロマンポルノ作品では、レイプ場面や恐怖場面に重厚なクラシック音楽を選曲したり、タイトル文字を切り刻んだりする凝った演出で個性を発揮。1970年代後半以降はテレビに軸足を移し、『特捜最前線』『大都会』『あぶない刑事』などの刑事アクションや2時間サスペンスを中心に手掛ける一方、『皮ジャン反抗族』『化石の荒野』など日活以外の劇場作品も散発的に発表。ビデオ映画では特に哀川翔の主演作を多数演出する他、晩年は『相棒』シリーズのローテーション監督を中心に活動した。
編集者時代は藤井鷹史（ふじい たかし）という筆名で執筆活動を行っており、日活入社後も脚本執筆時には主にこの筆名を使用していた。
2009年（平成21年）6月14日午後5時7分、肺炎のため川崎市宮前区の病院で死去した。77歳没。息子のハセベバクシンオーの小説が原作の映画『相棒シリーズ 鑑識・米沢守の事件簿』が遺作となった。

## エピソード
- テレビ作品への初参加は1960年代後半に製作された円谷プロ制作の1時間ドラマ『恐怖劇場アンバランス』（放送は1973年）であり、外部監督としては唯一2本を演出。円谷プロでは後に円谷英二の生前最後のテレビ監修作である『独身のスキャット』のパイロット演出を務めた他、『ウルトラマンA』や『続・ワイルド7』（未製作）などの企画にも関わった。
- 現在では1980年代を代表する刑事ドラマの一つとされる『あぶない刑事』だが、もともとは企画段階から長谷部がプロデューサーとともにさまざまなアイディアを出し作り上げたもので、テレビシリーズも長谷部が最も多くメガホンを取っており、自身最大の代表作ともいえる。また、同時期に製作されていた刑事ドラマ『ジャングル』においても中核ディレクターとして参加していた。
- 愛称の「あんしゅん」は本名の“安春”を音読みしたもの。主に俳優の舘ひろしやラジオプロデューサーの小西勝明[5]など、長谷部安春と親しい関係にあった人物が呼称している。いわゆる業界用語のような慣習であり、ドラマ『あぶない刑事』で繋がりのあった原隆仁（はらたかひと）も「りゅうじん」との愛称がある。

## 主な作品

### 映画
- 俺の血が騒ぐ（1961年、日活） - 脚本
- 俺にさわると危ないぜ（1966年、日活）
- 殺るかやられるか（1966年、日活） - 脚本
- 爆弾男といわれるあいつ（1967年、日活）
- 燃える雲（1967年、日活） - 脚本・空撮演出
- みな殺しの拳銃（1967年、日活）
- 縄張はもらった（1968年、日活）
- 野獣を消せ（1969年、日活）
- 広域暴力 流血の縄張（1969年、日活）
- あらくれ（1969年、日活）
- 盛り場仁義（1970年、日活）
- 野良猫ロックシリーズ（1969年 - 1971年、日活）
- あしたのジョー（1970年、日活）
- 男の世界（1971年、日活）
- 不良少女 魔子（1971年、日活） - 脚本
- 戦国ロック 疾風の女たち（1972年、日活）
- 流血の抗争（1971年、日活）
- 女囚さそり 701号怨み節 (1973、東映)
- 犯す! (1976、日活)
- 暴行切り裂きジャック（1976年、日活）
- ㊙ハネムーン暴行列車(1977年、日活)
- レイプ25時 暴姦（1977年、日活）
- 襲う!!（1978年、日活）
- エロチックな関係（1978年、にっかつ）
- 暴る!（1978年、にっかつ）
- 皮ジャン反抗族（1978年、東映）
- 化石の荒野（1982年、東映）
- あぶない刑事（1987年、東映）
- エロティックな関係（1992年、松竹） - 脚本
- レッスン LESSON（1994年、電通）
- あかね色の空を見たよ（2001年、中山映画） - 脚本
- 相棒シリーズ 鑑識・米沢守の事件簿（2009年、東映）

### オリジナルビデオ
- 悪人専用
- 傷だらけのライセンス
- ベイサイド・バイオレンス 群狼
- DANGER POINT 地獄への道
- ろくでなし LAST DOWN TEN 1、2
- チンピラ仁義 新・極楽とんぼ
- チンピラ人生 むしむしころころ
- 組織暴力流血の抗争1、2

### テレビ
- 恐怖劇場アンバランス（フジテレビ、円谷プロダクション）
- 独身のスキャット（TBS、円谷プロダクション）
- 美しきチャレンジャー（TBS、国際放映）
- ワイルド7（日本テレビ、国際放映、萬年社）
- ターゲットメン（NET、東映）
- 幻の女（日本テレビ、国際放映）
- 戦国ロック はぐれ牙（フジテレビ、C.A.L） - 脚本/藤井鷹史名義
- 真夜中の警視（関西テレビ、C.A.L）
- 新宿警察（フジテレビ、東映）
- 大空港（フジテレビ、松竹）
- 特捜最前線（テレビ朝日、東映）
- 大都会 PARTII（日本テレビ、石原プロモーション）
- 大追跡（日本テレビ、東宝）
- 大都会 PARTIII（日本テレビ、石原プロモーション）
- 探偵物語（日本テレビ、東映ビデオ）
- 西部警察（テレビ朝日、石原プロモーション）
- 大激闘マッドポリス'80（日本テレビ、東映）
- プロハンター（日本テレビ、セントラル・アーツ）
- 江戸の牙（テレビ朝日、三船プロダクション）
- 刑事物語'85（日本テレビ、ユニオン映画）
- あぶない刑事（日本テレビ、セントラル・アーツ）
- 水曜ドラマスペシャル（TBS）
  - 「それゆけ孔雀警視」（1987年4月22日）
- 私鉄沿線97分署（テレビ朝日、国際放映）
- ジャングル（日本テレビ、東宝）
- ゴリラ・警視庁捜査第8班（テレビ朝日、石原プロモーション）
- ハロー!グッバイ（日本テレビ、東宝）
- 刑事貴族（日本テレビ、東宝）
- 裏刑事-URADEKA-（朝日放送、松竹芸能）
- おとり捜査官・北見志穂（テレビ朝日、泉放送制作）
- 大江戸捜査網（東京12チャンネル→テレビ東京）
- 長七郎江戸日記（日本テレビ、ユニオン映画）
- 俺たちルーキーコップ（TBS、セントラル・アーツ）
- 静かなるドン（日本テレビ、光和インターナショナル）
- 刑事（日本テレビ、中京テレビ）
- スクープ（TBS、東北新社）
- 冤罪〜父と子の旅路〜（TBS、G・カンパニー）
- 相棒（テレビ朝日、東映）

### テレビ（特撮）
- 俺は透明人間!（フジテレビ、ピー・プロダクション）
- スペクトルマン（フジテレビ、ピー・プロダクション）

### バラエティ
- 金曜スペシャル（東京12チャンネル） - 構成・演出
  - 戦慄・恐怖！鼡・ゴキブリ大襲来!!
  - 野性の秘境・アボリジナルの世界
  - ニューヨーク性犯罪白書
  - 初公開・LAの日系社会

## 作詞
- 嗚呼（作曲：大谷恵道/唄：梶芽衣子）
- ある出逢い（共同作詞：二条冬詩夫/作曲：荒木一郎/唄：梶芽衣子）

## 関連人物
- 小林旭
- 宍戸錠
- 梶芽衣子
- 八城夏子
- 渡哲也
- 藤竜也
- 哀川翔
- 深沢正樹
- 蔵原惟二
- 松村文雄